# TÜV Rheinland Group

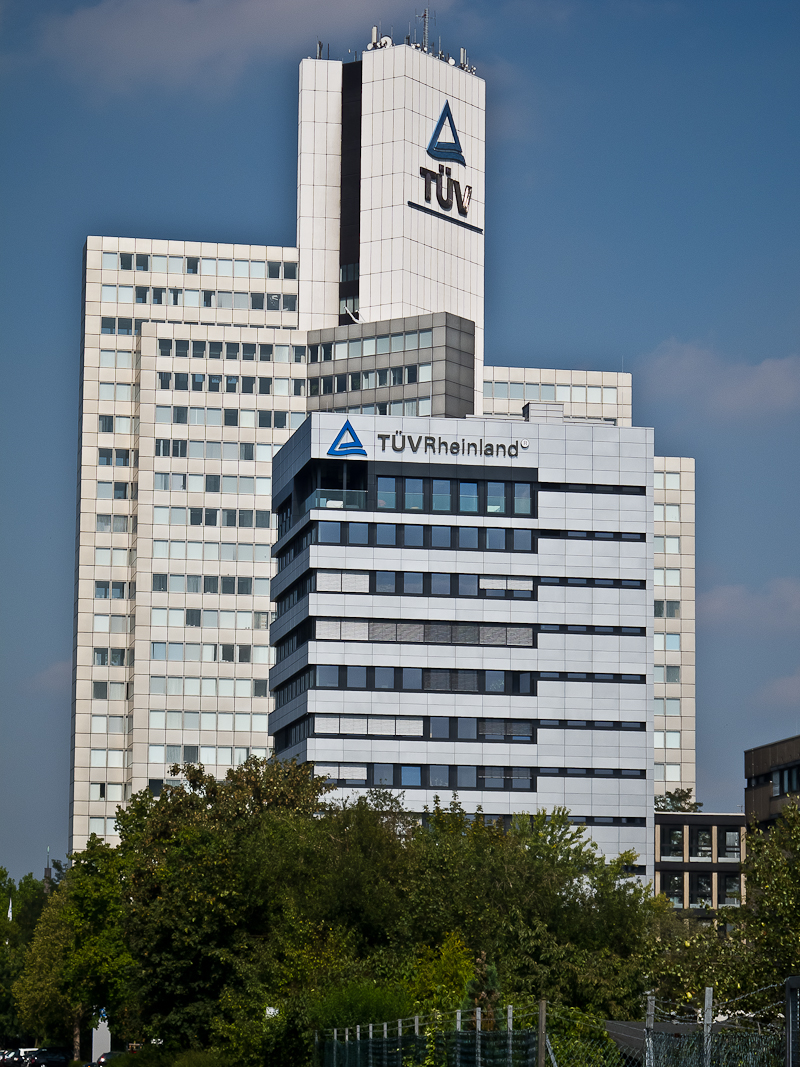
Центральный офис занимает 5-е по высоте здание Кёльна

TÜV Rheinland Group (рус. ТЮФ Рейнланд Групп) — международный концерн, один из ведущих в мире по предоставлению независимых аудиторских услуг. Штаб-квартира компании расположена в Кёльне. На сегодняшний день компания имеет около 500 представительств в 61 стране мира. ТЮФ Рейнланд Груп работает по 32 направлениям коммерческой деятельности в рамках пяти подразделений, проверяет оборудование, товары и услуги, осуществляет технический надзор за проектами.

## История
- Компания ТЮФ Рейнланд берёт свои истоки с 1872 года, когда в Германии предпринимателями была основана независимая Организация по инспектированию паровых котлов (DÜV — Dampfkessel Überwachungsvereine), целью которой было обеспечение их технической безопасности. Эта организация стала предшественницей нынешней «ТЮФ Рейнланд Груп». Вскоре ей поручили проведение обязательных проверок.
- Уже в 1900 году организация инспектирует первые автомобили и даёт разрешения на выдачу водительских удостоверений. Вскоре компания расширяет сферу своей деятельности, включая в неё горное дело и энергетическую промышленность.
- 1918 год. DÜV расширяет сферу своей деятельности, включив горное дело и энергетическую промышленность.
- 1936 год. DÜV превращается в TÜV (Technische Überwachungsvereine — Организация по техническому надзору), и рейнский DÜV превращается в TÜV Köln.
- 1962 год. TÜV Köln переименован в TÜV Rheinland e.V. (ТЮФ Рейнланд е. В.); здесь работают 600 сотрудников в шести офисах.
- 1967 год. Создается первая немецкая дочерняя компания TÜV Rheinland.
- 1970 год. Создается первая дочерняя компания TÜV Rheinland за границей.
- 1978 год. TÜV Rheinland открывают первый офис в Азии с представительством в Токио.
- 1980 год. TÜV Rheinland открывают первый североамериканский офис в Нью-Йорке.
- 1986 год. TÜV Rheinland открывают офис в Тайване.
- 1988 год. Открыт первый офис в Гонконге.
- 1989 год. TÜV Rheinland открывают первый офис в Шанхае (Китай).
- 1993 год. Создается TÜV Rheinland Holding AG (холдинговая корпорация) для управления деятельностью группы.
- 1993 год. TÜV Rheinland открывают офис в Киеве (Украина).
- 1995 год. TÜV Rheinland заходят в Южную Америку и открывают офис в Кордове (Аргентина).
- 1997 год. TÜV Berlin-Brandenburg e.V. и TÜV Rheinland e.V. сливаются в TÜV Rheinland Berlin-Brandenburg e.V.
- 2000 год. Создание отраслевой структуры компании. В то время компания работала в рамках пяти подразделений: «Промышленные услуги», «Транспорт», «Безопасность и качество продукции», «Образование и консультирование», а также «IT- услуги и инновации».
- 2003 год. TÜV Pfalz e.V. сливается с ÜV Berlin-Brandenburg e.V., в результате образуется TÜV Rheinland Group (ТЮФ Рейнланд Груп).
- 2004 год. Реструктуризация корпорации: централизованное управление деятельностью группы переходит к холдингу TÜV Rheinland Holding AG (ТЮФ Рейнланд Холдинг АГ).
- 2005 год. В состав концерна вошли LGA Beteiligungs, автомеханическое подразделение TÜV Saarland, а также MEEI и MBVTI.
- 2006 год. Реструктуризация отраслевой структуры, которая сохранилась до сегодняшнего дня. Она включает такие сферы: промышленные услуги, сертификация продукции, транспорт, охрана жизнедеятельности, сертификация систем менеджмента, обучение и консалтинг.
- 2006 год. Открытие филиала в Бразилии.
- С 2006 года TÜV Rheinland является членом Глобального договора Организации Объединённых Наций в целях поддержания устойчивого развития и борьбы с коррупцией.
- 2007 год. Открытие филиала в Австралии.Таким образом,TÜV Rheinland Group обеспечила присутствие собственных офисов на всех континентах (исключая Антарктиду).
- 2008 год. Оборот компании превысил €1 млрд, а €71,8 млн было инвестировано в новое оборудование, испытательные лаборатории, в новые представительства как в Германии так и в мире.
- 2009 год. Открытие официального представительства в Республике Казахстан.

## Представительства в Российской Федерации
Официальным представителем TÜV Rheinland Group в Российской Федерации является TÜV International RUS Ltd.
ООО «ТЮФ Интернациональ РУС» имеет 3 офиса в Российской Федерации: в Москве, Санкт-Петербурге, Екатеринбурге. 

## Представительство в Республике Казахстан
В Республике Казахстан открыт и функционирует Центральноазиатский филиал в Астане.

## Представительство на Украине
Официальным представителем TÜV Rheinland Group на Украине был TÜV Rheinland Ukraine.
ООО «ТЮФ Рейнланд Украина» работает на украинском рынке с 1993 года. Будучи членом Международного Аккредитационного Форума (IAF), сертификаты участников которого признаются во всем мире, компания предоставляет клиентам широкий спектр услуг в различных областях.
С Августа 2015 года ООО «ТЮФ Рейнланд Украина» по решению совета директоров прекратило свою деятельность в области сертификации на рынке Украины.